# Pueblo letón
El pueblo letón (en letón: latvieši; livón: laett), es un pueblo báltico nativo de Letonia, que de vez en cuando se refieren a sí mismos por el antiguo nombre de Latvji; ese término puede tener su origen en la palabra Latve que es un nombre del río que, presumiblemente, fluía a través de lo que hoy es el este de Letonia. Una tribu de habla finesa conocida como los livos se instalaron entre los letones y modularon el nombre de "Latvis," que significa "limpiadores de bosques," que es como los colonizadores alemanes medievales también se refirieron a estos pueblos. Los colonizadores alemanes, cambiaron el nombre a "Lette" y llamaron a su colonia inicialmente pequeña Livland. La forma en latín, Livonia, poco a poco se refiere a todo el territorio de la moderna Letonia, así como el sur de Estonia, que había caído bajo el dominio alemán. Los letones y los lituanos son los únicos miembros sobrevivientes de los pueblos bálticos y lenguas bálticas de la familia indoeuropea.
La cultura letona ha experimentado influencias históricas, culturales y religiosas durante siglos, durante la colonización germánica y escandinava. Letonia oriental (Latgale), sin embargo, mantiene una fuerte influencia cultural y lingüística polaca y rusa. Esta sociedad altamente alfabetizada pone un fuerte énfasis en la educación, que es gratuita y obligatoria hasta los 18 años.  La esperanza de la escuela media de 5-años de edad
(desde preescolar hasta la educación superior) era 17,8 en 2006. La mayoría de los letones religiosos pertenecen a la  Iglesia Evangélica Luterana pero Letonia Oriental (Latgale) es predominantemente católica. En el siglo XVIII y un pequeño pero vibrante movimiento  Herrnhutist desempeñó un papel importante en el desarrollo de la cultura literaria letona, antes de que fuera absorbida en la denominación luterana general.
El idioma nacional de la población letona es el letón. Los letones que viven en la diáspora fuera de la antigua Unión Soviética hablan la lengua de sus países de acogida, por ejemplo, inglés en los EE. UU. o Australia, el sueco en Suecia, etc.